# Rhipidia (Rhipidia) subpectinata
Rhipidia (Rhipidia) subpectinata is een tweevleugelige uit de familie steltmuggen (Limoniidae). De soort komt voor in het Neotropisch gebied.